# Джорджевич, Ненад
Не́над Джо́рджевич (серб. Ненад Ђорђевић / Nenad Đorđević; род. 7 августа 1979 или 1 августа 1979, Парачин) — югославский и сербский футболист, защитник; тренер.

## Клубная карьера
Джорджевич начал свою карьеру в футбольном клубе «Единство» из Парачина. В году он перешёл в белградский «Обилич», а в 2003 году подписал контракт с другим столичным клубом, «Партизаном». За четыре сезона в команде Джорджевич сыграл 85 матчей в чемпионате страны, играл в Лиге чемпионов УЕФА и Кубке УЕФА на групповом этапе, являясь одним из ведущих игроков клуба и лучших защитников в сербской лиге.
В январе 2007 года Джорджевич перешёл в японский клуб «ДЖЕФ Юнайтед», в котором провёл всего один сезон. 29 января 2008 года Джорджевич в статусе свободного агента подписал двухлетний контракт со своим бывшим клубом, «Партизаном». За два года он помог клубу трижды выиграть чемпионат и дважды кубок Сербии. В финале Кубка 2008/09 Джорджевич забил первый гол в ворота «Севойно». В общей сложности за «Партизан» он сыграл 204 матча в разных турнирах и забил в них 18 голов.
9 апреля 2010 года подписал двухлетний контракт с самарским клубом «Крылья Советов». В новом клубе дебютировал 10 апреля, выйдя на замену в матче против раменского «Сатурна» и забив победный гол. В сезоне-2011/12 Джорджевич провёл за «Крылья» 29 матчей чемпионата России и забил два мяча. Всего сыграл за самарскую команду 53 матча.
В 2012 году Ненад стал игроком шведского «Кальмара» из одноимённого города.

## Карьера в сборной
Принимал участие в чемпионате мира 2006 года в составе сборной Сербии и Черногории. Всего за сборную провёл 17 матчей и забил один мяч.

## Тренерская карьера
18 ноября 2015 года Джорджевич объявил, что с сезона 2016 года он будет выполнять функции игрового помощника тренера в шведском клубе «Берга». В 2017 году стал главным тренером молодёжной команды «Кальмара». Также работал тренером молодёжных команд клуба до 16, 17 и 19 лет, прежде чем уйти из системы «Кальмара» в конце 2020 года.
6 сентября 2021 года Джорджевич стал помощником главного тренера Милоша Милоевича в «Хаммарбю». Он покинул эту должность в конце года, когда Милоевича уволили. В феврале 2022 года Джорджевич стал главным тренером молодёжной команды клуба «Хаммарбю». В начале 2023 года Джорджевич вернулся на должность помощника главного тренера в основной команде «Хаммарбю», работая с Марти Сифуэнтесом.
15 июня 2023 года стал помощником главного тренера Милоша Милоевича в «Аль-Васле» из чемпионата ОАЭ. 23 июня 2025 года вошёл в тренерский штаб Деяна Станковича в московском «Спартаке», став ассистентом главного тренера.

## Достижения
«Партизан»
- Чемпион Сербии и Черногории: 2004/05
- Чемпион Сербии (3): 2007/08, 2008/09, 2009/10
- Обладатель Кубка Сербии (2): 2007/08, 2008/09

## Статистика

### Клубная
| Клуб           | Сезон          | Лига  | Лига | Кубок | Кубок | Международные | Международные | Всего | Всего |
| Клуб           | Сезон          | Матчи | Голы | Матчи | Голы  | Матчи         | Голы          | Матчи | Голы  |
| -------------- | -------------- | ----- | ---- | ----- | ----- | ------------- | ------------- | ----- | ----- |
| Обилич         | 1999/00        | 14    | 0    |       |       | 0             | 0             | 14    | 0     |
| Обилич         | 2000/01        | 23    | 0    |       |       | 2             | 0             | 25    | 0     |
| Обилич         | 2001/02        | 27    | 0    |       |       | 4             | 0             | 31    | 0     |
| Обилич         | 2002/03        | 33    | 3    |       |       | 2             | 0             | 35    | 3     |
| Обилич         | Всего          | 97    | 3    |       |       | 8             | 0             | 105   | 3     |
| Партизан       | 2003/04        | 25    | 2    | 3     | 1     | 9             | 0             | 37    | 3     |
| Партизан       | 2004/05        | 27    | 2    | 3     | 0     | 12            | 0             | 42    | 2     |
| Партизан       | 2005/06        | 20    | 1    | 2     | 0     | 4             | 0             | 26    | 1     |
| Партизан       | 2006/07        | 13    | 2    | 0     | 0     | 8             | 0             | 21    | 2     |
| Партизан       | Всего          | 85    | 7    | 8     | 1     | 33            | 0             | 126   | 8     |
| ДЖЕФ Юнайтед   | 2007           | 13    | 3    |       |       | 0             | 0             | 13    | 3     |
| ДЖЕФ Юнайтед   | Всего          | 13    | 3    |       |       | 0             | 0             | 13    | 3     |
| Партизан       | 2007/08        | 14    | 6    | 3     | 0     | 0             | 0             | 17    | 6     |
| Партизан       | 2008/09        | 22    | 1    | 4     | 1     | 8             | 0             | 34    | 2     |
| Партизан       | 2009/10        | 14    | 0    | 2     | 0     | 11            | 2             | 27    | 2     |
| Партизан       | Всего          | 50    | 7    | 9     | 1     | 19            | 2             | 78    | 10    |
| Крылья Советов | 2010           | 24    | 3    | 0     | 0     | 0             | 0             | 24    | 3     |
| Крылья Советов | 2011/12        | 6     | 1    | 0     | 0     | 0             | 0             | 6     | 1     |
| Крылья Советов | Всего          | 30    | 4    | 0     | 0     | 0             | 0             | 30    | 4     |
| Кальмар        | 2012           | 17    | 0    | 1     | 0     | 6             | 1             | 24    | 1     |
| Кальмар        | 2013           | 7     | 1    | 1     | 0     | 0             | 0             | 8     | 1     |
| Кальмар        | 2014           | 17    | 1    | 1     | 0     | —             | —             | 17    | 1     |
| Кальмар        | 2015           | 8     | 0    | 0     | 0     | —             | —             | 8     | 0     |
| Кальмар        | Всего          | 48    | 2    | 3     | 0     | 2             | 2             | 2     | 2     |
| Берга          | 2016           | 14    | 3    | —     | —     | —             | —             | 14    | 3     |
| Берга          | Всего          | 14    | 3    | —     | —     | —             | —             | 14    | 3     |
| За всю карьеру | За всю карьеру | 360   | 30   | 29    | 4     | 66            | 3             | 455   | 37    |

### Голы за сборную
| #  | Дата           | Место            | Соперник | Счёт | Результат | Турнир            |
| -- | -------------- | ---------------- | -------- | ---- | --------- | ----------------- |
| 1. | 13 ноября 2005 | Вутайшан, Нанкин | Китай    | 1:0  | 2:0       | Товарищеский матч |